# Walter Tavares
Walter Samuel Tavares (ur. 22 marca 1992 w Maio) – koszykarz z Republiki Zielonego Przylądka, występujący na pozycji środkowego, obecnie zawodnik Realu Madryt.
12 listopada 2016 podpisał umowę z zespołem Raptors 905 z D-League. 12 kwietnia 2017 został zawodnikiem Cleveland Cavaliers. 11 października został zwolniony.
7 listopada 2017 został zawodnikiem Realu Madryt.

## Osiągnięcia
Stan na 13 września 2023, na podstawie, o ile nie zaznaczono inaczej.

### Drużynowe
- Mistrz:
  - Euroligi (2018, 2023)
  - Hiszpanii (2018, 2019)
- Wicemistrz:
  - NBA (2017)
  - Eurocup (2015)
  - Hiszpanii (2021)
- 3. miejsce w Eurolidze (2019)
- Zdobywca:
  - Superpucharu Hiszpanii (2018–2021)
  - Pucharu Hiszpanii (2020)
- Finalista Pucharu Hiszpanii (2018, 2019, 2021)

### Indywidualne
- MVP:
  - Final Four Euroligi (2023)
  - finałów Ligi Endesa (2022)
  - półfinałów Eurocup (2015)
  - 32 rundy Eurocup (2015)
- Obrońca Roku:
  - D-League (2017)
  - Euroligi (2019, 2021)
- Uczestnik meczu gwiazd D-League (2017)[7]
- Zaliczony do:
  - I składu:
    - Euroligi (2021)
    - Eurocup (2015)
    - Ligi Endesa (2019, 2021)
    - najlepszych młodych zawodników ACB (2014)
    - D-League (2017)[8]
    - defensywnego D-League (2017)

  - II składu:
    - Euroligi (2019)[9]
    - Ligi Endesa (2020)[10]
- Lider w:
  - zbiórkach Euroligi (2021)
  - blokach:
    - Euroligi (2019–2021)
    - Eurocupu (2015)
    - Ligi Endesa (2015, 2,2 – 2018, 2 – 2019, 2,3 – 2021, 2022, 2023)[11]

### Reprezentacja
- Uczestnik mistrzostw Afryki (2013 – 6. miejsce)
- Lider mistrzostw świata w średniej zbiórek (2023 – 12,4)[12]